# 夏咏美
夏咏美（Emily Susan Hartwell，1859年4月16日—1951年10月2日）是一位美国公理会差会在中国福州的教育传教士、慈善家。

## 生平
夏咏美是驻扎在福州的公理会先锋传教士夏察理之女，于1859年4月16日生于福州。1883年，她毕业于美国韦顿学院，随后留校任教，同年她母亲在福州去世，于是她以传教士身份回到福州。
她在福州格致书院教授英文20年之久，又在保福山开办女书院。1900年，福州发生洪灾，夏咏美组织救援工作。她还在下渡创办了福建基督教报孤儿院. 1911年辛亥革命爆发，她筹集善款，援助福州陷入困境的满人。1915年，她又创办了位于鳌峰坊的协和幼稚师范学校。她设立的慈善机构还包括马尾对岸白牙磹的妇女工艺传习所等。
夏咏美因其教育和慈善事工，曾获得福建省政府颁发的嘉禾勋章，又获福建省主席林森接见。1937年抗日战争期间，她撤离福州，1951年在俄亥俄州欧柏林去世，享年92岁。